# Zinthia Álvarez Palomino
Zinthia Álvarez Palomino (Maracaibo, 1988) es periodista, escritora e investigadora militante con formación específica en migraciones internacionales, residente en La Coruña, España. Ha impulsado el proyecto educativo Mujeres negras que cambiaron el mundo.

## Trayectoria
Álvarez Palomino nació en Maracaibo, Venezuela. Se convirtió en periodista e integradora social, formándose también en mediación intercultural y dinamización comunitaria con especialización en migraciones internacionales.
Fue una de las cofundadoras de Afrogalegas, un colectivo que trata de impulsar la visibilidad y reconocimiento a las mujeres africanas y afrodescendientes. Además, como activista de los derechos humanos de las personas afrodescendientes ha participado en diversos congresos nacionales e internacionales. Formó parte del VIII Encuentro Cultura y Ciudadanía promovido por el Ministerio de Cultura y Deporte.
Como periodista, ha colaborado con medios como Pikara Magazine y Afroféminas, tratando temas relacionados con el género, diversidad étnico-racial y la migración.
En 2019, publicó el libro Mujeres negras en la ciencia, ilustrado por Nina Sefcik. Este libro, orientado a un público infantil y juvenil, busca dar visibilidad a las aportaciones que han realizado mujeres negras y/o afrodescendientes a la historia universal. Fue traducido  al catalán por la Editorial Wanafrica.
Álvarez Palomino fue la impulsora del proyecto educativo Mujeres negras que cambiaron el mundo, que busca fomentar la representación respetuosa de la mujer africana y afrodescendiente a través de la literatura y de la programación de actividades como talleres y charlas.

## Reconocimientos
En 2019, la Domus organizó una exposición basada en el libro de Álvarez Palomino Mujeres negras en la ciencia.